# 平濑锦石鳖
平濑錦石鱉（学名：Onithochiton hirasei），亦作錦石鱉，是新石鳖目石鳖科锦石鳖属的一种。主要分布于韩国、中国大陆、台湾，常栖息在珊瑚礁海岸、潮间带。